# Los Córdobas
Los Córdobas ist eine Gemeinde (municipio) im Departamento Córdoba in Kolumbien.

## Geographie
Los Córdobas liegt im Norden von Córdoba, etwa 57 km von Montería entfernt an der Karibik. An die Gemeinde grenzen im Nordwesten die Karibik, im Nordosten Puerto Escondido, im Osten Montería, im Südosten Canalete und im Südwesten Arboletes im Departamento de Antioquia.

## Bevölkerung
Die Gemeinde Los Córdobas hat 26.705 Einwohner, von denen 5236 im städtischen Teil (cabecera municipal) der Gemeinde leben (Stand: 2019).

## Geschichte
Los Córdobas wurde 1862 von einer Familie mit Nachnamen Córdoba gegründet, die sich an der kolumbianischen Karibikküste als Händler betätigte. Als bei einem Schiffsunglück auf einer Handelsreise zwei Familienmitglieder ums Leben kamen, gründeten sie auf Höhe des Schiffbruchs an der Küste eine Siedlung, um das Andenken an die Verstorbenen zu ehren. Da es direkt an der Küste kein Trinkwasser gab, versetzten sie die Siedlung an die Stelle des heutigen urbanen Zentrums, da sie dort eine Quelle vorfanden. Der Ort wurde 1943 bei einem Unwetter komplett überflutet. 1950 wurde während des Bürgerkriegs, der in den 1950er Jahren in Kolumbien herrschte, der Ort angezündet und fast alle Häuser brannten ab. Seit 1963 hat Los Córdobas den Status einer Gemeinde.

## Wirtschaft
Die wichtigsten Wirtschaftszweige von Los Córdobas sind Tierhaltung, Landwirtschaft und Fischfang. Außerdem gewinnt der Tourismus an Bedeutung.